# Tadeusz Münnich
Tadeusz Aleksander Stefan Münnich, ps. „Żegota” (ur. 18 sierpnia 1893 we Lwowie, zm. 12 października 1959 w Londynie) – pułkownik dyplomowany piechoty Wojska Polskiego, kawaler Orderu Virtuti Militari.

## Życiorys
Urodził się jako Tadeusz Stefan Aleksander Münnich 18 sierpnia 1893 roku we Lwowie. Po ukończeniu Gimnazjum im. Władysława Jagiełły w Dębicy, gdzie sformował tajną studencką organizację wojskową, a następnie oddział Związku Strzeleckiego, rozpoczął studia prawnicze na Uniwersytecie Jagiellońskim. Był członkiem Związku Walki Czynnej. Od 1914 roku służył w I Brygadzie Legionów Polskich jako oficer 5 pułku piechoty. W 1917 roku, po kryzysie przysięgowym, został wcielony do cesarskiej i królewskiej Armii. Wiosną roku 1918 objął funkcję komendanta rzeszowskiego Okręgu Polskiej Organizacji Wojskowej.
1 listopada, na czele oddziałów POW, rozbroił oddziały c. i k. armii stacjonujące w garnizonie Rzeszów, a następnie uczestniczył w formowaniu Pułku Piechoty Ziemi Rzeszowskiej, późniejszego 17 pułku piechoty. W tym samym miesiącu, na czele 1 i 3 kompanii, wziął udział w odsieczy Lwowa. Dowodzony przez niego półbatalion wszedł w skład Grupy podpułkownika Tokarzewskiego-Karaszewicza, a później w skład odtworzonego 5 pułku piechoty Legionów. W walkach o Lwów dowodził 4 kompanią tego pułku.
W okresie dwudziestolecia międzywojennego był oficerem służby stałej; pełnił różne funkcje sztabowe. W okresie od 2 stycznia do września 1920 roku był słuchaczem I Kursu Normalnego Wyższej Szkoły Wojennej w Warszawie. W czasie wojny z bolszewikami, od kwietnia 1920, odbył praktykę sztabową. 1 lipca 1920 roku objął stanowisko szefa Oddziału II Sztabu 4 armii. Po ukończeniu studiów i uzyskaniu dyplomu naukowego oficera Sztabu Generalnego został przydzielony do Dowództwa Okręgu Korpusu Nr I w Warszawie na stanowisko szefa Oddziału IV. Z dniem 15 listopada 1924 roku został przeniesiony do 36 pułku piechoty Legii Akademickiej w Warszawie na stanowisko dowódcy I batalionu. W styczniu 1926 roku został przydzielony do Wydziału Fortyfikacji Biura Ścisłej Rady Wojennej w Warszawie. Z dniem 1 lutego 1926 roku przeniesiono go do Dowództwa Korpusu Ochrony Pogranicza na stanowisko szefa Oddziału Wyszkolenia. W okresie od 15 maja do 15 listopada 1926 roku pełnił w zastępstwie obowiązki szefa sztabu KOP. Do lata 1934 roku był I oficerem sztabu Inspektora Armii generała dywizji Mieczysława Norwid-Neugebauera, a następnie objął dowództwo pułku KOP „Czortków”. Od 6 kwietnia 1936 roku do 14 listopada 1938 roku dowodził 26 pułkiem piechoty w Gródku Jagiellońskim. 15 października 1937 roku inspektor armii we Lwowie, generał dywizji Kazimierz Fabrycy, opiniując go stwierdził: „miał bardzo ciężkie przejścia osobiste (ciężka i długotrwała choroba syna), a potem został przeniesiony. Nie mogłem wobec tego skontrolować jego tegorocznej pracy. Inteligentny i zdolny oficer, ale zbyt miękki i zbyt dobry dla podwładnych”. W latach 1938−1939 był oficerem do zleceń Generalnego Inspektora Sił Zbrojnych. W lipcu 1939 roku objął obowiązki na stanowisku szefa Biura Inspekcji GISZ.

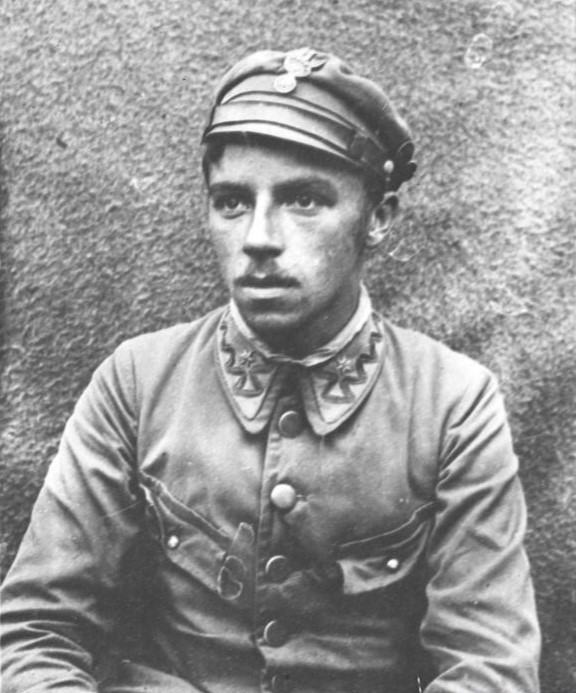
Tadeusz Münnich jako podporucznik I Brygady Legionów Polskich

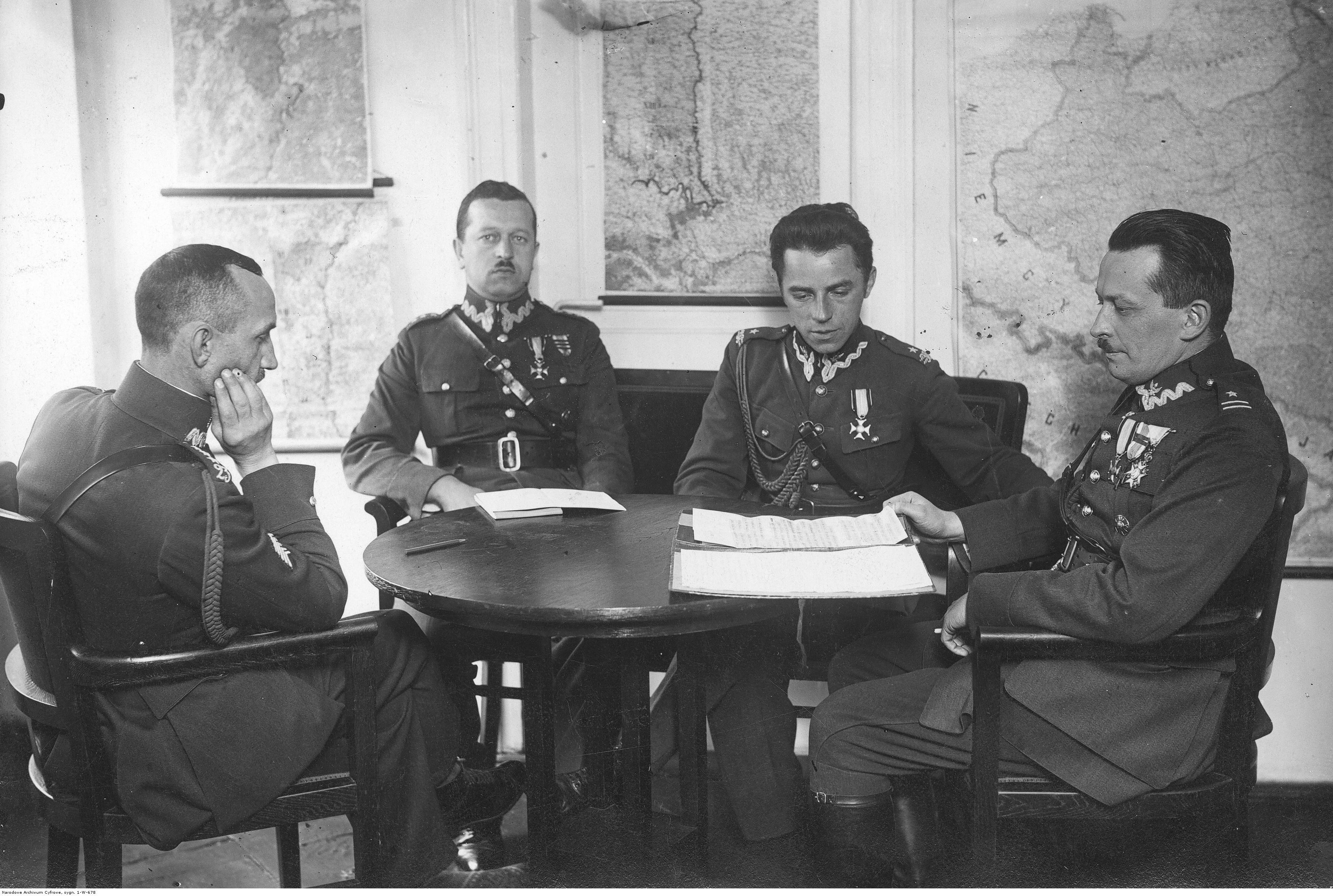
Mjr Artur Maruszewski (1 z prawej) i Tadeusz Münnich (2 z prawej) w czasie pracy w sztabie KOP-u; 1926 r.

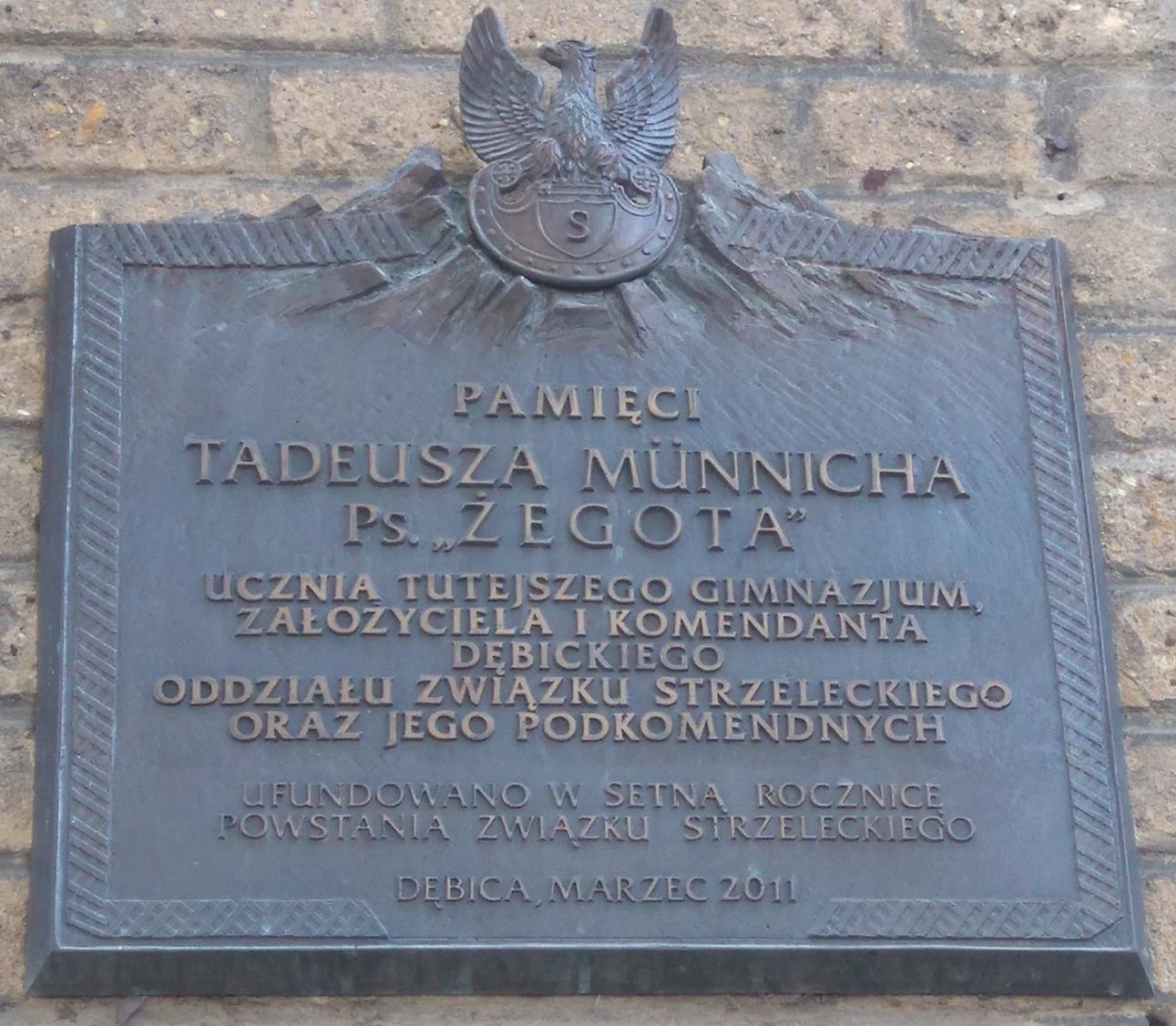
Plakieta pamięci Tadeusza Münnicha; I Liceum Ogólnokształcące im. Króla Władysława Jagiełły; Dębica

W kampanii wrześniowej 1939 roku służył jako główny adiutant Naczelnego Wodza marszałka Polski Edwarda Rydza-Śmigłego, z którym został internowany w Królestwie Rumunii. Następnie przedostał się do Francji, a po jej upadku i ewakuacji do Wielkiej Brytanii został przydzielony w Szkocji do brygady strzelców. 7 czerwca 1941 roku, rozkazem Naczelnego Wodza generała Władysława Sikorskiego, został przeniesiony do obozu w Rothesay na wyspie Bute, miejsca odosobnienia dla jego przeciwników politycznych. W styczniu 1944 roku został powołany do czynnej służby przez Naczelnego Wodza generała broni Kazimierza Sosnkowskiego.
Po rozwiązaniu PSZ na Zachodzie wstąpił do Polskiego Korpusu Przysposobienia i Rozmieszczenia, z którego został zdemobilizowany 28 września 1948 roku. Pozostał na emigracji. W 1947 roku był jednym z założycieli Instytutu Józefa Piłsudskiego w Londynie i jego pierwszym sekretarzem. 12 sierpnia 1954 roku Prezydent RP mianował go wiceministrem obrony narodowej w Rządzie Stanisława Mackiewicza.

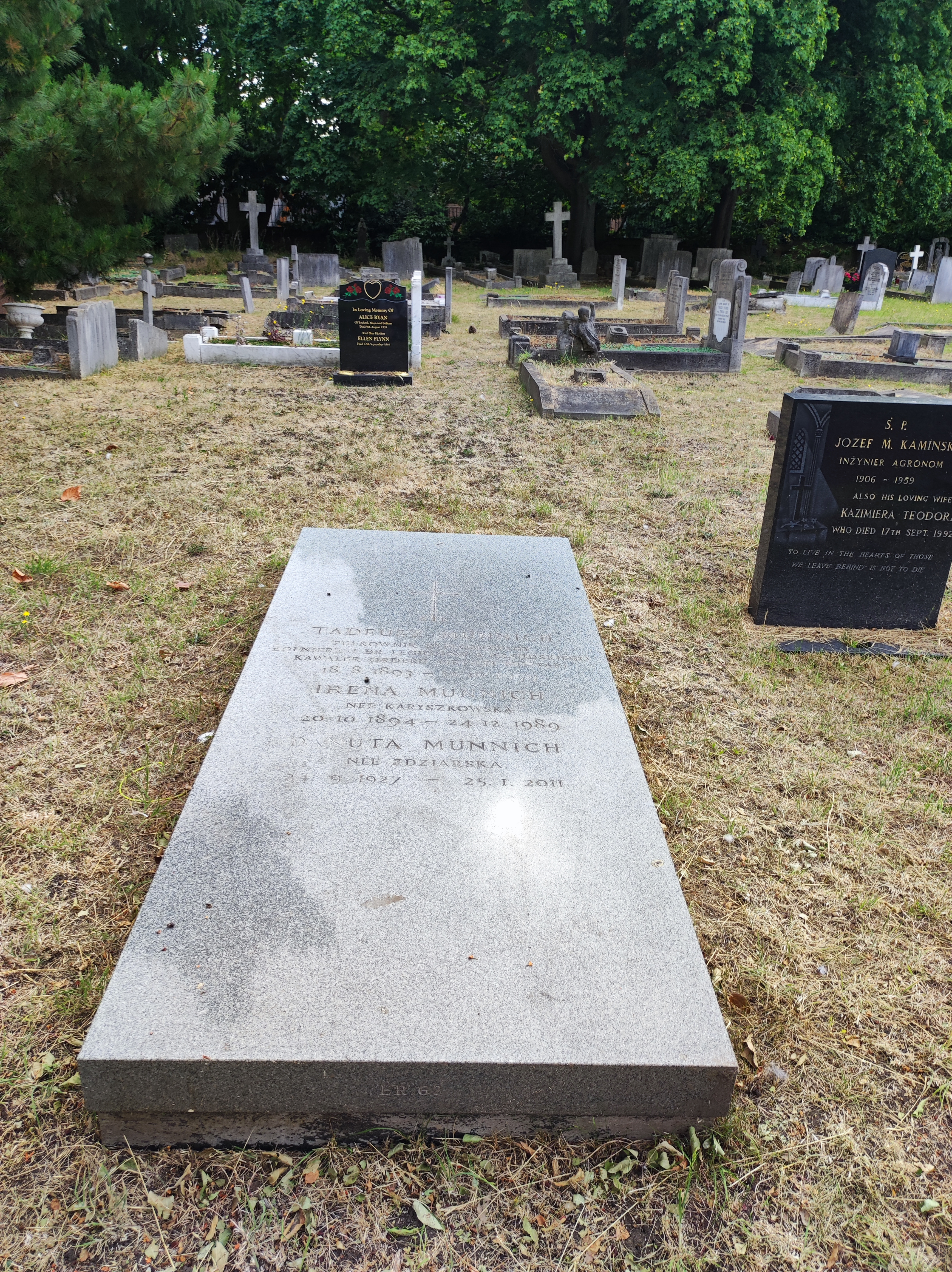
Grób Tadeusza Münnicha

Zmarł 12 października 1959 roku w Londynie. Został pochowany na North Sheen Cemetary (ER nr 62).

## Awanse
- chorąży − 29 września 1914
- podporucznik − 15 marca 1915
- porucznik − 20 listopada 1918
- kapitan − 3 maja 1922 roku zweryfikowany ze starszeństwem z dniem 1 czerwca 1919 roku i 71. lokatą w korpusie oficerów piechoty
- major − 31 marca 1924 roku ze starszeństwem z dniem 1 lipca 1923 roku i 34. lokatą w korpusie oficerów piechoty
- podpułkownik − 23 stycznia 1929 roku ze starszeństwem z dniem 1 stycznia 1929 roku i 30. lokatą w korpusie oficerów piechoty
- pułkownik − ze starszeństwem z dniem 19 marca 1937 roku i 10. lokatą w korpusie oficerów piechoty

## Ordery i odznaczenia
- Krzyż Srebrny Orderu Wojskowego Virtuti Militari nr 6619 (17 maja 1922)[11][2]
- Krzyż Komandorski Orderu Odrodzenia Polski (1959)[12]
- Krzyż Niepodległości (20 stycznia 1931)[13]
- Krzyż Oficerski Orderu Odrodzenia Polski
- Krzyż Walecznych (czterokrotnie: po raz 1 i 2 w 1922)[14]
- Złoty Krzyż Zasługi[15][16]
- Srebrny Krzyż Zasługi (5 kwietnia 1928)[17]
- Medal Pamiątkowy za Wojnę 1918–1921
- Medal Dziesięciolecia Odzyskanej Niepodległości
- Odznaka Pamiątkowa Generalnego Inspektora Sił Zbrojnych (12 maja 1936)